# Борщево (Брестская область)
Борщево (бел. Баршчэва) — деревня в Каменецком районе Брестской области Белоруссии. Входит в состав Ратайчицкого сельсовета. Население 94 человека (2009).

## География
Деревня Борщево находится в 9 км к востоку от города Высокое и в 22 км к западу от города Каменец. Местность принадлежит к бассейну Вислы, через деревню проходит мелиоративный канал со стоком в реку Лесная. Рядом с Борщево находятся деревни Муравчицы, Хотиново и Минковичи. Через деревню проходит автодорога Высокое — Каменец, местные дороги ведут в окрестные деревни.

## История
Деревня известна со второй половины XV века. После административно-территориальной реформы середины XVI века в Великом княжестве Литовском входило в Берестейский повет Берестейского воеводства.
После третьего раздела Речи Посполитой (1795) Борщево в составе Российской империи, принадлежало Брестскому уезду Гродненской губернии.
В начале XIX века имение принадлежало графам Грабовским. В 1840 году на средства Пелагеи Грабовской в Борщево возведена каменная православная церковь св. Онуфрия. В 1874 году на деревенском кладбище построена часовня Параскевы Пятницы.
В 1897 году село насчитывало 65 дворов и 441 жителя, действовали церковь, церковно-приходская школа, магазин, корчма, кузница. В 1905 году в селе проживал 521 человек.
Согласно Рижскому мирному договору (1921) деревня вошла в состав межвоенной Польши, где принадлежала Брестскому повету Полесского воеводства. В 1923 году здесь было 18 дворов и проживало 152 жителя. С 1939 года в составе БССР.
В годы Великой Отечественной войны на фронтах погибло 18 жителей Борщево. В 1949 году организован колхоз. В 2000-е годы на месте кладбищенской часовни 1874 года выстроена новая каменная часовня.

## Достопримечательности
- Церковь Св. Онуфрия. Построена в 1840 году из бутового камня. Памятник архитектуры с элементами классицизма[3]. Церковь включена в Государственный список историко-культурных ценностей Республики Беларусь[4] —  Историко-культурная ценность Республики Беларусь, шифр 113Г000329
- Каменная часовня на кладбище. Построена в 2000-е годы на месте часовни XIX века.

## Галерея

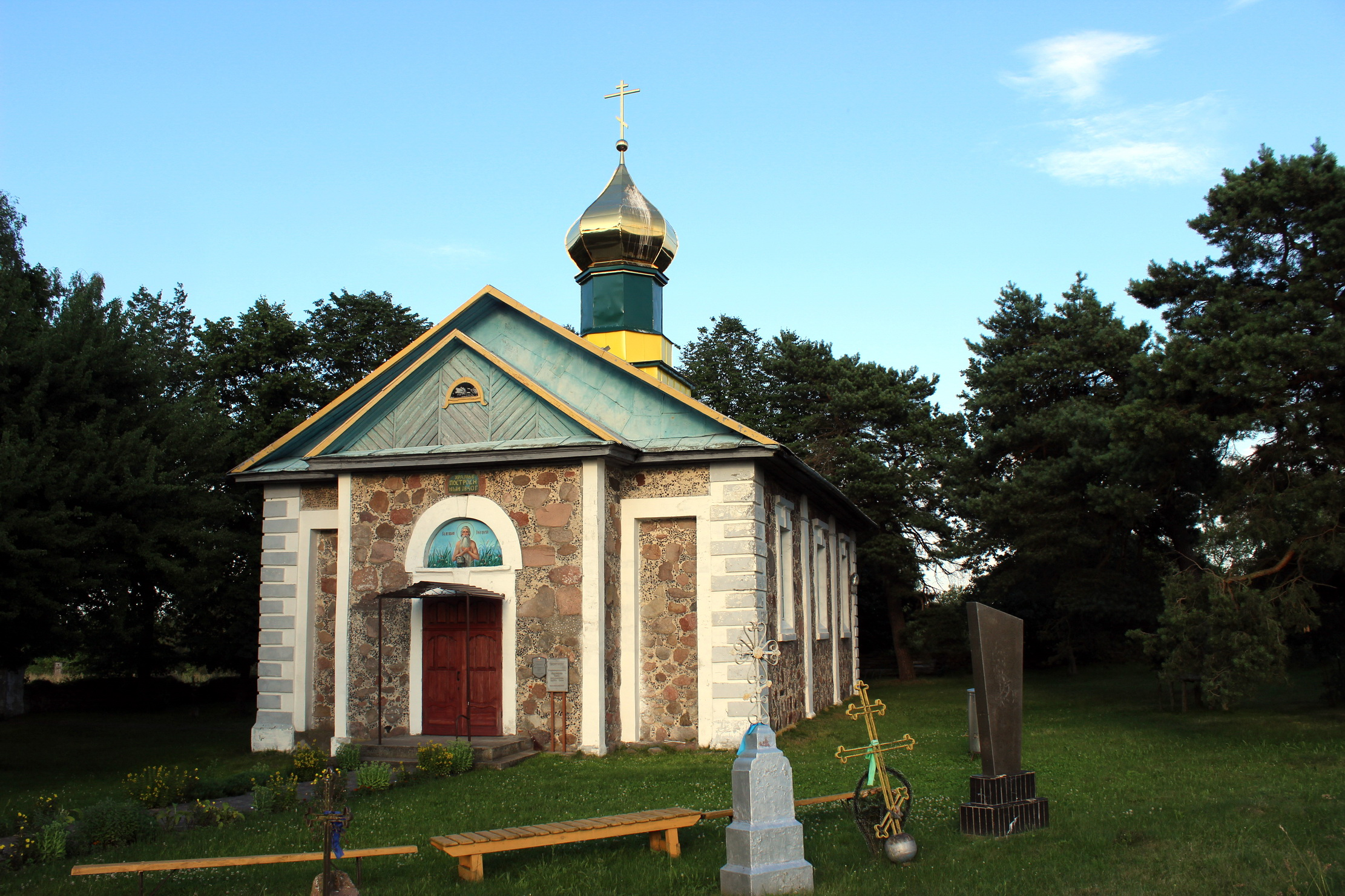
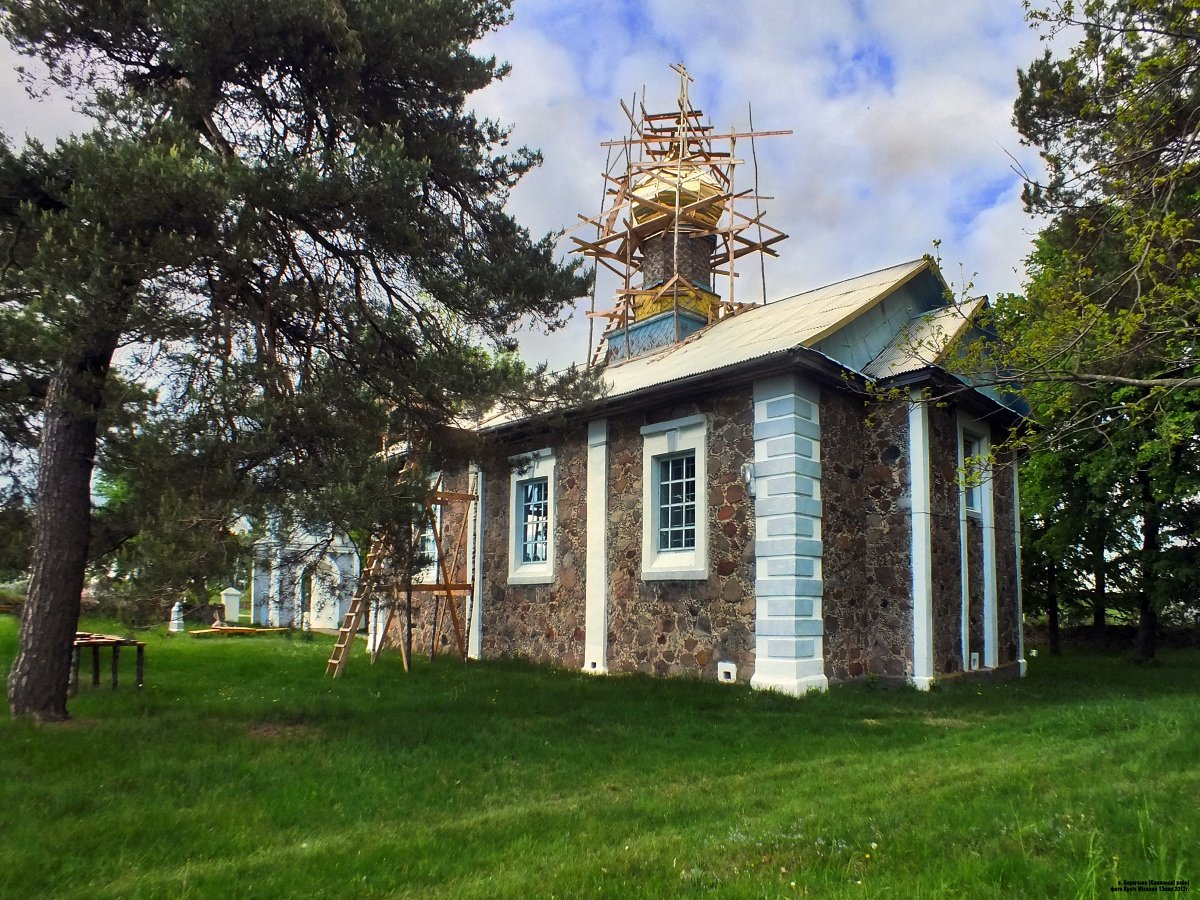
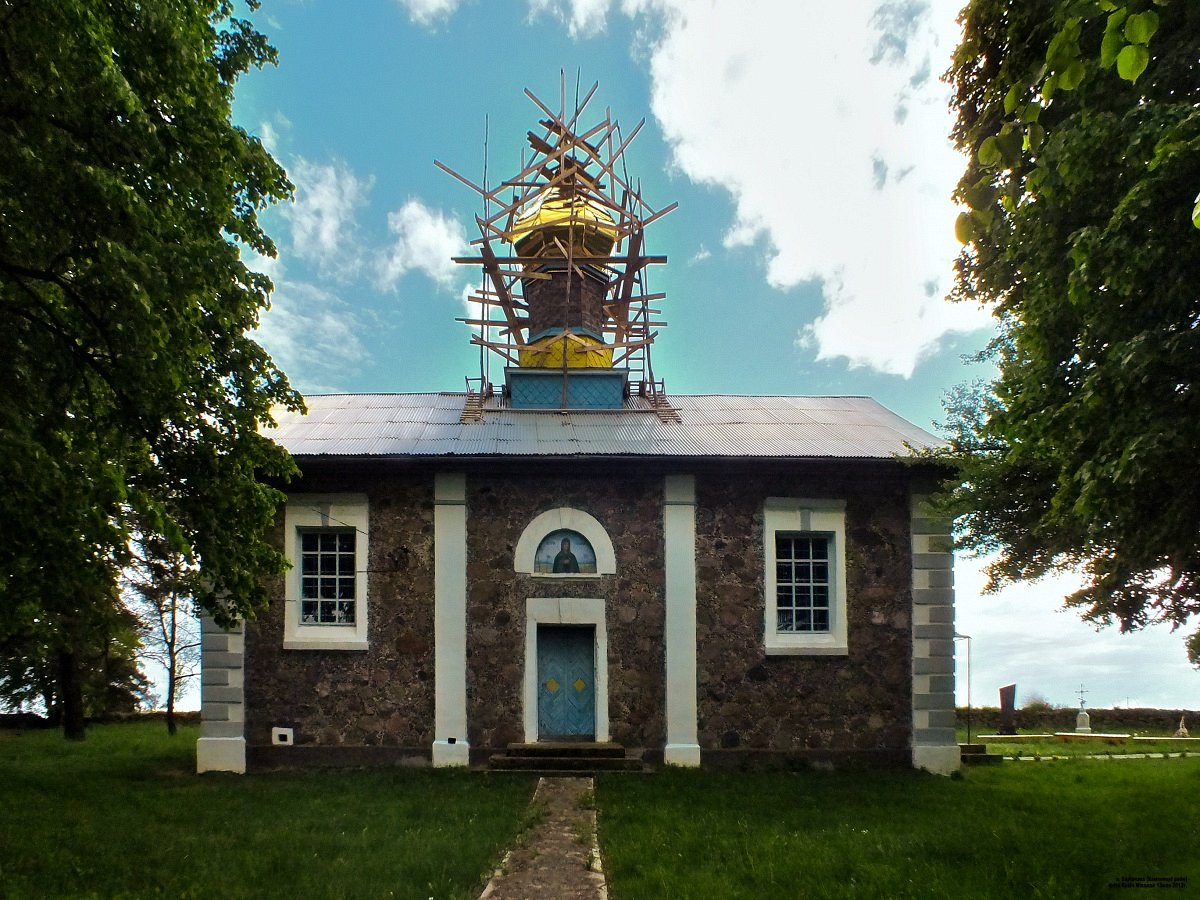